# Dear Mr. Wonderful
Dear Mr. Wonderful è un film del 1982 diretto da Peter Lilienthal noto anche con il titolo Ruby's Dream.

## Trama
Ruby Dennis vive e lavora alla periferia di New York, dove possiede una piccola e piuttosto squallida discoteca  con annessa pista da bowling. Man mano che la storia procede, Ruby, la cui passione per il canto e l'intrattenimento supera le sue capacità imprenditoriali spera un giorno di diventare famoso a Las Vegas, ma si avvicina a una crisi spirituale. Subisce le molestie da parte di speculatori edili che vogliono acquistare la sua proprietà per una ristrutturazione completa dell'area e fanno di tutto per rendergli la vita difficile.

## Produzione
Il film è ambientato a New York e Jersey City.

## Distribuzione
Il film fu distribuito a partire dal mese di agosto del 1982.

## Accoglienza

### Critica
Il lungometraggio fu recensito come una lettera d'amore del regista verso la città di New York.